# أنطونيو دي لوس رييس كوريا
أنطونيو دي لوس رييس كوريا (بالإنجليزية: Antonio de los Reyes Correa)‏ هو عسكري أمريكي، ولد في 1665 في أريسيبو في الولايات المتحدة، وتوفي في 9 يونيو 1758 في بورتوريكو في الولايات المتحدة.